# William Deane
Pour les articles homonymes, voir Deane.
Sir William Deane (né le 4 janvier 1931 à Melbourne) fut juge à la Haute Cour avant d'être nommé vingt deuxième gouverneur général d'Australie du 16 février 1996 au 29 juin 2001.

## Biographie
Deane est né à Melbourne au Victoria. Après ses études secondaires au Saint Joseph's College, Hunters Hill, à Sydney il fait des études de droit et de lettres à l'université de Sydney avant d'étudier le droit international à l'université de La Haye aux Pays-Bas. Après son diplôme, il travailla au Ministère fédéral de la Justice à Canberra et voyagea en Europe pour continuer d'étudier le droit international. Il fut aussi nommé au barreau de Sydney en 1957 et chargé de cour à l'université.
En parallèle, Deane s'activait dans la communauté catholique australienne et s'intéressa à la politique. Il fut membre pendant un court moment, en 1955, du parti travailliste démocratique, un parti à dominance catholique et anti communiste né de l'éclatement du parti travailliste australien. Il fut très rapidement déçu par le parti et ne participa plus à une politique active mais il fut fortement influencé par les doctrines catholiques progressistes de justice sociale et d'opposition à toute discrimination raciale.
En 1977, Deane fut nommé juge à la Cour suprême de Nouvelle-Galles du Sud puis la même année à la Cour fédérale et président du Tribunal des pratiques commerciales. En juillet 1982, il fut nommé à la Haute Cour pour remplacer Sir Ninian Stephen après sa nomination au poste de gouverneur général. Là, il fit partie de la majorité des juges qui reconnurent le droit de propriété des aborigènes dans l'affaire Mabo v. Queensland de 1992.
En août 1995, le Premier ministre travailliste Paul Keating annonça que la reine d'Australie avait accepté la nomination de Deane comme gouverneur général pour succéder à Bill Hayden. Il démissionna de la Haute Cour en novembre et fut nommé gouverneur général le 16 février 1996. Moins d'un mois plus tard, le gouvernement Keating fut battu par le parti libéral de John Howard. Deane et Howard se trouvèrent dans une situation inconfortable un peu analogue à celle de Robert Menzies et Sir William McKell en 1949.
Pendant les six ans de son mandat Deane devint de plus en plus critique vis-à-vis des choix sociaux du gouvernement. Bien qu'il n'ait jamais critiqué ouvertement le gouvernement, la teneur de ses propos était claire pour la plupart des observateurs. Inversement, Howard et ses ministres faisaient attention de ne formuler aucune critique contre Deane, mais la presse et les activistes de droite s'en chargeaient. Quand le mandat de Deane prit fin en 2001, Deane devint ouvertement critique vis-à-vis du gouvernement Howard.
En 2001, Sir William Deane reçut le prix de la Paix de Sydney pour « son ferme soutien aux australiens faibles et désavantagés et pour son fort engagement pour la réconciliation ».

## Distinctions
- Compagnon de l'Ordre d'Australie (1982)
- Chevalier commandeur de l'Ordre de l'Empire britannique (1988)